# Dino Partesano
Dino Partesano (eigentlich Dino Bartolo, auch Dino B. Partesano; * 25. Januar 1925 in Floridia, Italien; † 2. Juli 2012 in Cretone, Italien) war ein italienischer Filmregisseur und Dokumentarfilmer.

## Leben
Nach einem Abschluss in Architektur besuchte Partesano 1949/1950 das Centro Sperimentale di Cinematografia und widmete sich bis 1956 dem Dokumentarfilm – gleich sein erster wurde bei den Filmfestspielen Venedig ausgezeichnet. Anschließend schrieb er das Treatment zu Gianni Franciolinis Peccato di castità und das Drehbuch zu I ragazzi della Marina. Ab 1958 war er auch selbst als Regisseur fiktiver Stoffe tätig, wobei er neben dem Kinderfilm Avventure nell'arcipelago vor allem bis Mitte der 1970er Jahre Fernsehfilme drehte, darunter Il rumore, Un uomo curioso, Albert e l'uomo nero und Un attimo meno ancora.

## Filmografie (Auswahl)
- 1951: Vivo di te (Dokumentarfilm)
- 1958: Professor Bantinis Flugmaschine (Avventura nell'arcipelago)
- 1976: Solo la verità (Fernseh-Miniserie)